# Mario Milano (biskup)
Mario Milano (ur. 23 kwietnia 1936 w Lamezia Terme) – włoski duchowny rzymskokatolicki, w latach 1998-2011 biskup Aversa.

## Życiorys
Święcenia kapłańskie przyjął 3 lipca 1960. 14 grudnia 1989 został mianowany arcybiskupem Sant’Angelo dei Lombardi-Conza-Nusco-Bisaccia. Sakrę biskupią otrzymał 6 stycznia 1989. 28 lutego 1998 objął urząd biskupa Aversa. 15 stycznia 2011 zrezygnował z urzędu.